# Емар (місто)
36°04′ пн. ш. 38°01′ сх. д. / 36.067° пн. ш. 38.017° сх. д.
35°59′14″ пн. ш. 38°06′37″ сх. д. / 35.98724353° пн. ш. 38.11024189° сх. д.

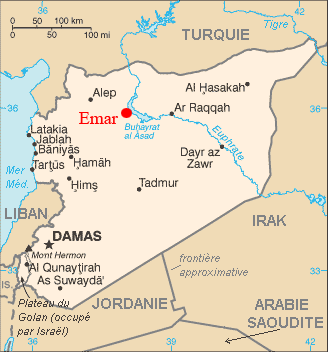
Емар на мапі Сирії епохи бронзової доби

Емар — давнє місто амореїв, відкрите на місці сучасного пагорба-городища Телль-Мешкене в Сирії. Місто було розташоване на великому вигині середнього Євфрату на північному сході Сирії, де нині простяглося узбережжя новоствореного озера Аль-Асад. 

## Тексти
У місті виявлено велику кількість клинописних табличок, у зв'язку з чим Емар можна розглядати в одному ряду з такими найважливішими археологічними пам'ятками доісторичного Леванту, як Угарит, Марі та Ебла. На підставі цих текстів, найдавніші з яких належать до 2500 р. до н. е., а також даних археологічних розкопок, що проводяться з 1970-х років, Емар постає важливим торговим центром бронзової доби, що займав прикордонне положення між центрами влади у Верхній Месопотамії та Анатолії-Сирії. На відміну від інших центрів, таблички, що збереглися в Емарі, переважно написані акадською мовою й датовані 13 ст. до н. е., не є царськими чи іншими офіційними документами, але записами юридичних актів приватного характеру: торговельних угод, угод щодо нерухомості, шлюбних договорів, заповітів, актів усиновлення. У будинку місцевого жерця виявлена бібліотека з літературними та словниковими текстами в месопотамській традиції, а також ритуальних текстів місцевих культів. 

## Розкопки
Початкові розкопки, що мали на меті збереження городища, зважаючи підйом вод у дамбі Табка, зробили дві французьких групи археологів у 1972-76 роках під керівництвом Жана-Клода Маргерона. У ході розкопок була виявлена територія храму, де знаходилося святилище бога погоди Ваала, а також, можливо, його дружини Астарти епохи пізньої бронзової доби (13 — початок 12 століть до н. е.). 
Після завершення розкопок французькими археологами місце розкопок залишилося без охорони та систематично зазнавало плюндрувань, через що чимало клинописних табличок потрапило на ринок старожитностей у відриві від контексту. 1992 року Сирійський департамент старожитностей взяв місце розкопок під свій захист, і під час нових розкопок були виявлені нові шари, що належать до середньої та ранньої бронзової доби (друга половина 3 тис. до н. е. і перша половина 2 тис. до н. е.) — місто Емар, що згадується в архівах Марі (Сирія) та в інших джерелах. 

## Історія
Емар займав стратегічно важливе місце, оскільки служив транзитним пунктом, де товари, що поставлялися по Євфрату, перевантажували для подальшого транспортування суходолом. У середині 3 тис. до н. е. Емар опинився під впливом правителів Ебли, про це згадується в ебланських архівах. 
Про Емарські події 13 - початку 12 ст. до н. е. є як документи, що походять з самого Емара, переважно акадською мовою, так і свідчення з текстів того часу з Хаттуси, Угарита та ассирійських архівів. У той час Емар перебував у сфері впливу хеттів, а точніше — правителя Каркемиша, клієнтського поліса хеттів. У текстах з Марі, датованих 11 ст. до н. е., Емар згадується як місто, що перепбуває під впливом сусідньої аморейскої держави Ямхад. 
Археологічні й письмові свідчення обриваються кінцем 12 ст. до н. е. внаслідок катастрофи бронзової доби. Городище, що знаходилося на крайній східній периферії Римської імперії, залишалося покинутим. Неподалік від нього було засновано місто Барбаліссос. 253 року поблизу нього відбулася битва під Барбаліссосом між сасанидськими персами на чолі з Шапуром I та римськими військами. Барбаліссос продовжував існувати й у візантійську епоху. 